# Elmas
Elmas (en sardo: Su Masu) es un municipio de Italia de 8.852 habitantes en la ciudad metropolitana de Cagliari, región de Cerdeña. Está situado a 8 km al noroeste de Cagliari.
El municipio, que en 1937 se había unido a Cagliari, vuelve a independizarse en 1989. Las actividades económicas principales son la agricultura y la pesca, aunque el turismo tiene cada vez más influencia desde la construcción del Aeropuerto de Cagliari-Elmas. Entre los lugares de interés destaca la iglesia de Santa Caterina di Alessandria.

## Evolución demográfica
| Gráfica de evolución demográfica de Elmas entre 1861 y 2001 |
|                                                             |
| Fuente ISTAT - Elaboración gráfica de Wikipedia             |